# 하나님
하나님은 아브라함계 종교의 유일신을 나타내는 단어 중 하나로 성공회를 제외한 개신교, 예수 그리스도 후기성도 교회 및 이슬람교에서 그들의 신을 일컫는 데 사용하는 용어이다. 하나님의 어원은 19세기 말 평안도 방언 ‘하ᄂᆞᆯ’과  ‘님’의 합성어, ‘하ᄂᆞ님’이다. 한 동안 하느님만이 표준어로 인정받았지만 지금은 하나님은 ‘개신교에서 하느님을 이르는 말’로 표준어로 쓰이고 있다.
하나님은 절대적 최고의 신(God), 만물의 창조주 등을 일컫는다. 대한민국에서 하나님이라는 용어를 하느님의 2번째 의미와 같은 용어로 개신교에서 사용하고 있다.

## 용어
일반적으로 세상을 창조한 창조주를 지칭하는 말로서, 유대교에서는 유일신은(여호와는) 성부 하느님만을 가리키는 반면, 현대의 개신교에서 하나님은 성부 하나님, 성자 예수, 성령 보혜사 이 셋을 가리킨다. 그러므로 한국이슬람교의 코란 해설본에서도 알라를 "하나님"으로 호칭하고 있다. 그러나 이슬람에서는 오로지 아랍어로 쓰인 '꾸란'만을 인정하므로, 한국이슬람교에서 '하나님'은 영어의 'God'에 해당하는 한국 교계의 호칭이다. 이와 비슷한 양상으로 이집트, 레바논, 이라크, 인도네시아 등에서 쓰이는 "알라"라는 표기는 이슬람 탄생 이전부터 쓰여왔던 용어이자 기독교에서의 신을 지칭하기도 한다.

## 뜻
하나님이라고 번역되는 히브리어 단어로는 엘로힘(אלהים)이 있다. 이를 한자어 천주(天主)로 번역하고, 다시 근대 한국어 “하나님”으로 번역한 것이다.

## 유래
한국에서 이 용어가 처음 사용된 것은 존 로스가 번역한 최초의 한국어 성경 《예수셩교 누가복음젼서》이다. 로스 목사는 당시의 선교 보고서에서, “하늘”(heaven)과 “님”(prince)의 합성어인 “하느님”이 가장 적합한 번역어일 것이라고 보고했다.
예수성교 누가복음전서의 1882년판에는 "하느님"이라는 용어를 사용하였으나, 이 성경전서의 1883년본에는 ".....두사람이 하나님의 압페셔 올은쟈라......"라는 문구가 있다.
현대 한국어에서 아래아가 제외됨으로써 “하나님”으로 불리게 되었으며 아래아가 현대화되면서 바뀌는 모음은 'ㅡ'나 'ㅏ'뿐 아니라 'ㅓ' 등 다양하다(→아래아). 현대의 민속 종교에서도 “하나님”, “하느님” 혼용으로 읽는다. 한국의 개신교에서는 “하나”, 곧 “유일하신 분”이라는 신앙고백적 의미까지 담아서 “하나님”으로 이해하기도 하지만, 실제로 하나님이라는 말은 “하나”라는 숫자를 나타내는 수 관형사에 “님”을 붙인 것은 아니다.

## 번역
초기 개신교에서는 상제, 천주, 하느님, 하나님 등 다양한 용어를 사용했으나 개역성서를 번역하여 펴내는 과정에서 아래아(·)를 홀소리 'ㅏ'로 일괄적으로 변경하면서 '하나님'이란 호칭을 쓰기 시작했다. 이를 1970년대 표준어로 번역한 1977년《공동번역 성서》에서 당시 표준어였던 '하느님'으로 표기하였다. 개신교와 천주교가 함께 번역한 현대어번역성서에 신의 호칭으로 '하느님'을 표준으로 삼으려 했다. 그러나 대부분 개신교 교파가 하나님이라는 표기를 고수하였고, 호칭의 문제 등으로 개신교 교단 전반에서 《공동번역 성서》는 교육용 성경으로 활용되고 기존의 '개역성경전서'를 예배용 성경으로 유지하였다. 정중호 계명대 기독교학과 교수는 이에 대해 “하나님이란 명칭이 유일신의 의미가 강한데다 하나님이라 부르던 기존 습관을 바꾸기 힘들었을 것”이라고 분석했다. 《공동번역 성서》를 예배용 성경으로 수용한 교단인 천주교와 정교회, 성공회에서는 '하느님'으로 표기한다. 상제(上帝)는 '하나님'의 한자식 표기이다.

## 기타
2014년 기준으로 '하나님'은 표준어로 인정하지만, 이에 대해 찬반 논쟁이 있다. 표준어로 '부적합하다는 시각'에서 국어학개설 등에 따르면 하나님은 '하ᄂᆞ님'을 잘못 읽은 것으로써 대부분 'ᆞ'의 음가를 'ㅏ'로만 알고 있으나 비어두음절일 경우는 'ㅡ'로 발음하는 것이라고 한다. 그러므로 '하ᄂᆞ님'는 하느님으로 읽는 것이 맞다는 평가가 있다.
표준어로 '합당하는 시각'에서 이런 단계는 16세기에 제1단계 소실로 'ㅡ'로 바뀐 것이며, 18세기 중엽에 와서는 'ㅡ'가 아닌 'ㅏ'로의 대치가 일어나면서 기존의 변화된 양상은 자취를 감추게 되었으며 이에 따라 "하나님"이라는 용어 사용에 문제가 없다는 의견도 있다.
하나님이라는 용어를 도용하였다는 주장이 일자 이에 관한 특이한 재판 사건이 1992년에 있었는데, 그해 11월 11일 강원도의 정근철이 기독교측을 피고로 '하나님 이름 도용에 관한 손해배상 청구 소송' 고소장을 제출하였다. "한민족 하나님 도용죄"이라는 죄목으로 하여금 개신교에서 허락 없이 무단으로 써왔으므로 보상금으로 1억을 내라고 재판을 신청하기도 하였다.

## 같이 보기
- 신론
- 신
- 하느님
- 여호와
- 야훼
- 하나님의 속성